# Aisling Loftus
Aisling Loftus, född 1 september 1990 i  Nottingham, Nottinghamshire, England, är en brittisk skådespelare. Loftus är känd för rollerna som Agnes Towler i dramaserierna Mr Selfridge och Sonya Rostova i Krig och fred. 
Loftus är sedan december 2018 gift med skådespelaren Jacob Anderson.

## Filmografi i urval
- 2000 – Läkarna på landet (TV-serie)
- 2008 – The Bill (TV-serie)
- 2011 – Brottsplats Edinburgh (TV-serie)
- 2011 – The Borrowers (TV-film)
- 2013–2015 – Mr Selfridge (TV-serie)
- 2016 – Pride and Prejudice and Zombies
- 2016 – Krig och fred (TV-serie)
- 2017 – Morden i Midsomer (TV-serie)
- 2018 – A Discovery of Witches (TV-serie)